# Frances Donaldson
Frances Annesley (de soltera Lonsdale) (1907-1994), conocida formalmente como lady Donaldson de Kingsbridge, fue una escritora y biógrafa británica. 

## Biografía
Su padre, Frederick Lonsdale, era dramaturgo. Frances se casó con John George Stuart Donaldson, barón Donaldson de Kingsbridge (conocido como Jack) en 1935. Entre sus trabajos se encuentran temas como la agricultura y las biografías de los escritores Evelyn Waugh y P. G. Wodehouse.

## Obra
- Freddy Lonsdale (1957) — Biografía de su padre que fue "alabada por su equilibrio entre la honestidad y el afecto"[1]
- Child of the Twenties (1962)
- The Marconi Scandal (1962)
- Evelyn Waugh: Portrait of a Country Neighbour (1967) — Biografía no especialmente exhaustiva, pero que plantea una perspectiva interesante sobre la vida de Waugh.
- Edward VIII (Weidenfeld & Nicolson, 1974) — Ganó el premio Wolfson History Prize en 1974, y fue la base para la serie de televisión de seis capítulos Edward & Mrs. Simpson, de (1978).
- P. G. Wodehouse (1982)
- The Royal Opera House in the 20th Century (1988)
- A 20th-Century Life (1992)

## Retratos de Lady Donaldson
La National Portrait Gallery de Londres contiene dos retratos de lady Donaldson:
- Pieza P528: John George Stuart Donaldson, Baron Donaldson of Kingsbridge and Frances Annesley (née Lonsdale), Lady Donaldson of Kingsbridge de Derry Moore, 12.º Conde de Drogheda. Pintado en 1992; medio: impresión a color; medidas: 379 mm x 305 mm.
- Pieza x89083: Frances Annesley (née Lonsdale), Lady Donaldson of Kingsbridge de Elliott & Fry.